# Fiat Centoventi
Fiat Centoventi EV este un concept car electric al producătorului italian de automobile Fiat, prezentat în martie 2019 la Salonul Auto de la Geneva. Denumirea Centoventi comemorează 120 de ani de activitate a companiei. Conceptul anticipează designul viitorului model Fiat Panda.
Centoventi este proiectat pentru personalizare și actualizare simplă, oferind opțiuni multiple de baterii. Modelul de bază este echipat cu o singură baterie standard, asigurând o autonomie de 100 km. Proprietarii pot achiziționa sau închiria până la trei baterii suplimentare montate sub podea, precum și o baterie suplimentară care poate fi amplasată sub scaunul șoferului, pentru a extinde autonomia la un maxim de 500 km. Bateriile montate sub podea pot fi adăugate într-un atelier auto în mai puțin de cinci minute. Portul de încărcare este amplasat în partea din față a parbrizului și include un sistem de retractare automată a cablului.

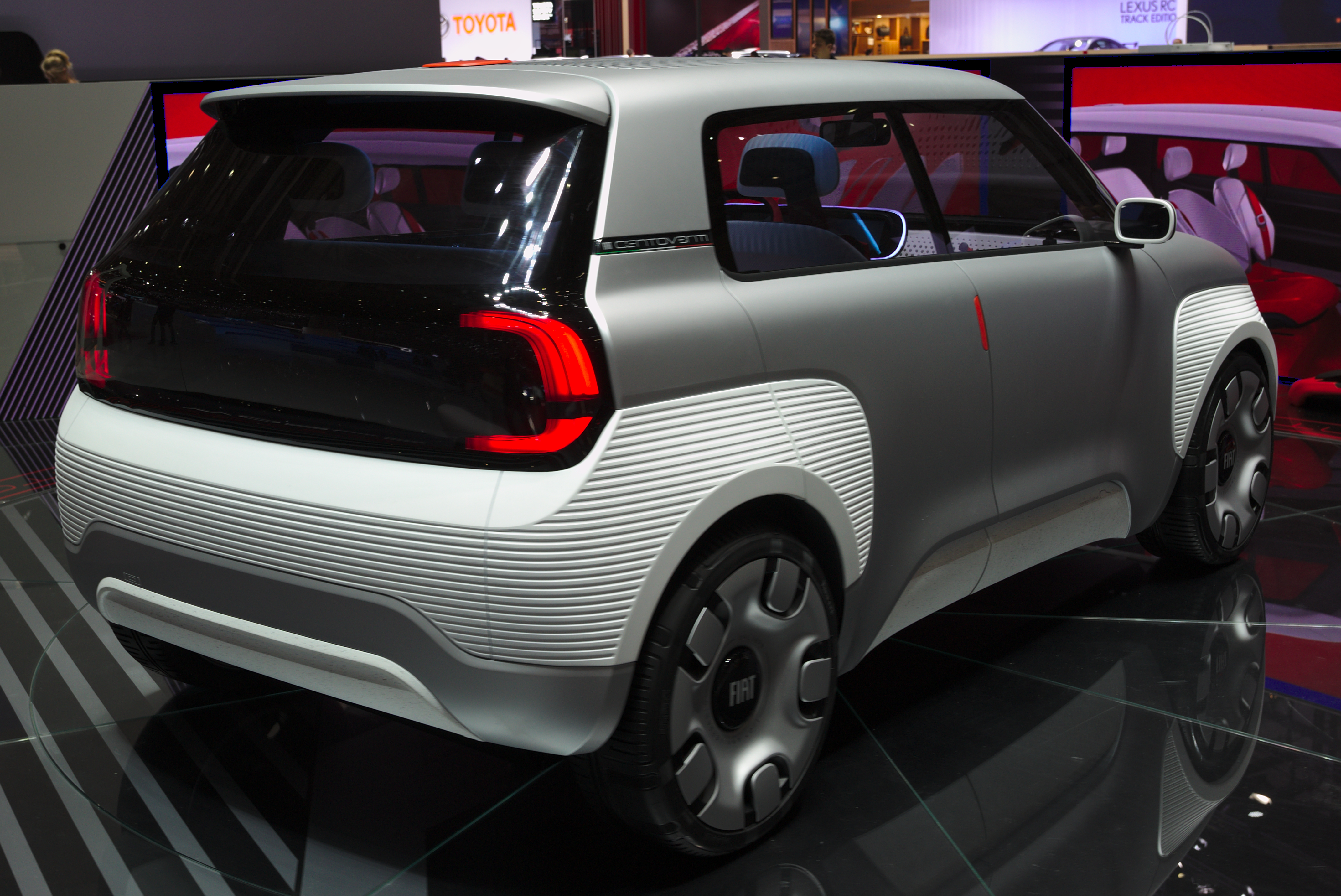
Vedere din spate

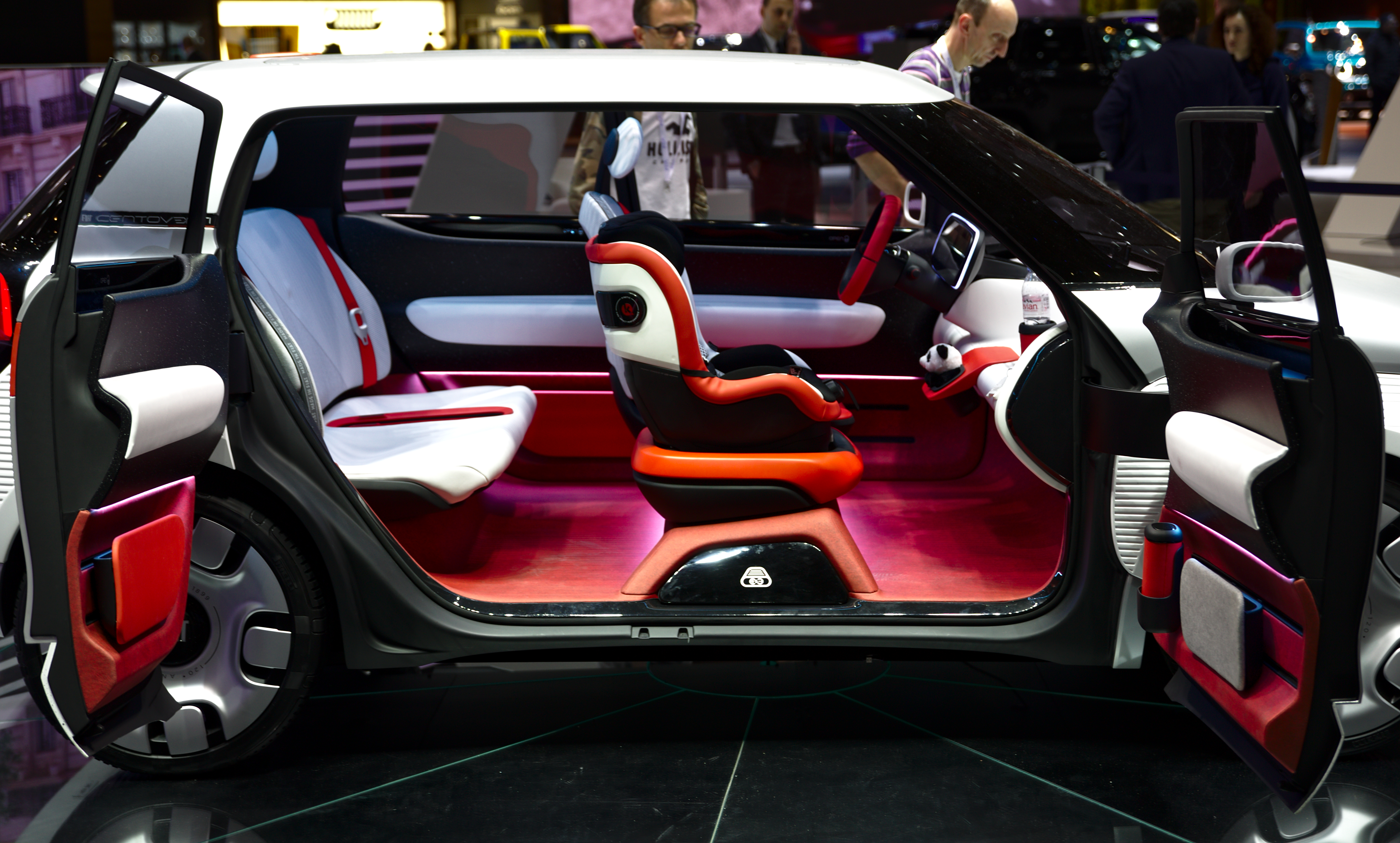
Interior

Fiat afirmă că designul modular al bateriei va face din Centoventi „cel mai accesibil vehicul electric de pe piață”, deși nicio dată oficială de lansare în producție nu a fost anunțată.
Centoventi este un autoturism compact cu patru locuri, destinat utilizării în oraș. Interiorul este proiectat pentru a permite personalizarea de către proprietari printr-un sistem brevetat de montare interblocantă.